# Aulus Didius Gallus Fabricius Veiento
Aulus Didius Gallus Fabricius Veiento est un sénateur romain de la fin du Ier siècle, exilé sous Néron et trois fois consul suffect en 74 sous Vespasien, 80 sous Titus et 83 sous Domitien, proche conseiller de ce dernier et redouté comme délateur sous son règne.

## Biographie

### Famille
Il est adopté par Aulus Didius Gallus, consul suffect en 39 et gouverneur de Bretagne de 52 à 57.
Sa femme est une certaine Attica.

### Carrière sous Néron
Il est préteur sous Néron. À la suite d'un refus des éleveurs de chevaux et des conducteurs de chars de combattre dans le cirque pour un prix modéré, irrité, il les remplace par des chiens.
Sa carrière s'interrompt soudainement en l'an 62 lorsqu'il est accusé et banni car, selon Tacite, « il a composé, sous le nom de Codicille, un livre rempli d’invectives contre les sénateurs et les prêtres. L’accusateur, Tullius Geminus, lui reproche encore d’avoir trafiqué des faveurs du prince, et vendu le droit de parvenir aux honneurs ; circonstance qui décide Néron à évoquer à lui cette affaire. Veiento est convaincu et chassé d’Italie. L’ouvrage, condamné aux flammes, est recherché et lu avidement, tant qu’il y a péril à se le procurer ; dès que tout le monde a pu l’avoir, il tombe dans l’oubli ».

### Carrière sous les Flaviens
Il redevient sénateur sous Vespasien et est nommé consul suffect en 74. Il l'est une deuxième fois sous le principat de Titus, en 80 et une troisième fois en 83 sous le règne de Domitien. Il est Sodales Augustales et Flaviales et intègre le collège religieux des quindecemviri sacris faciundis sous cet empereur, dont il devient un proche conseiller et est un des principaux délateurs sous son règne, à l'instar de Lucius Valerius Catullus Messallinus,,.

### Carrière sous Nerva
Il dîne avec Nerva sous son règne,,.
En 97, Pline le Jeune cherche à faire accuser les délateurs du règne de Domitien, alors que le courant majoritaire au Sénat prône l’amnistie générale. Pline est débouté, et Fabricius Veiento fait évidemment partie de ceux qui s'opposent à un procès des délateurs, défendant notamment Publicius Certus,.